# David Nathan

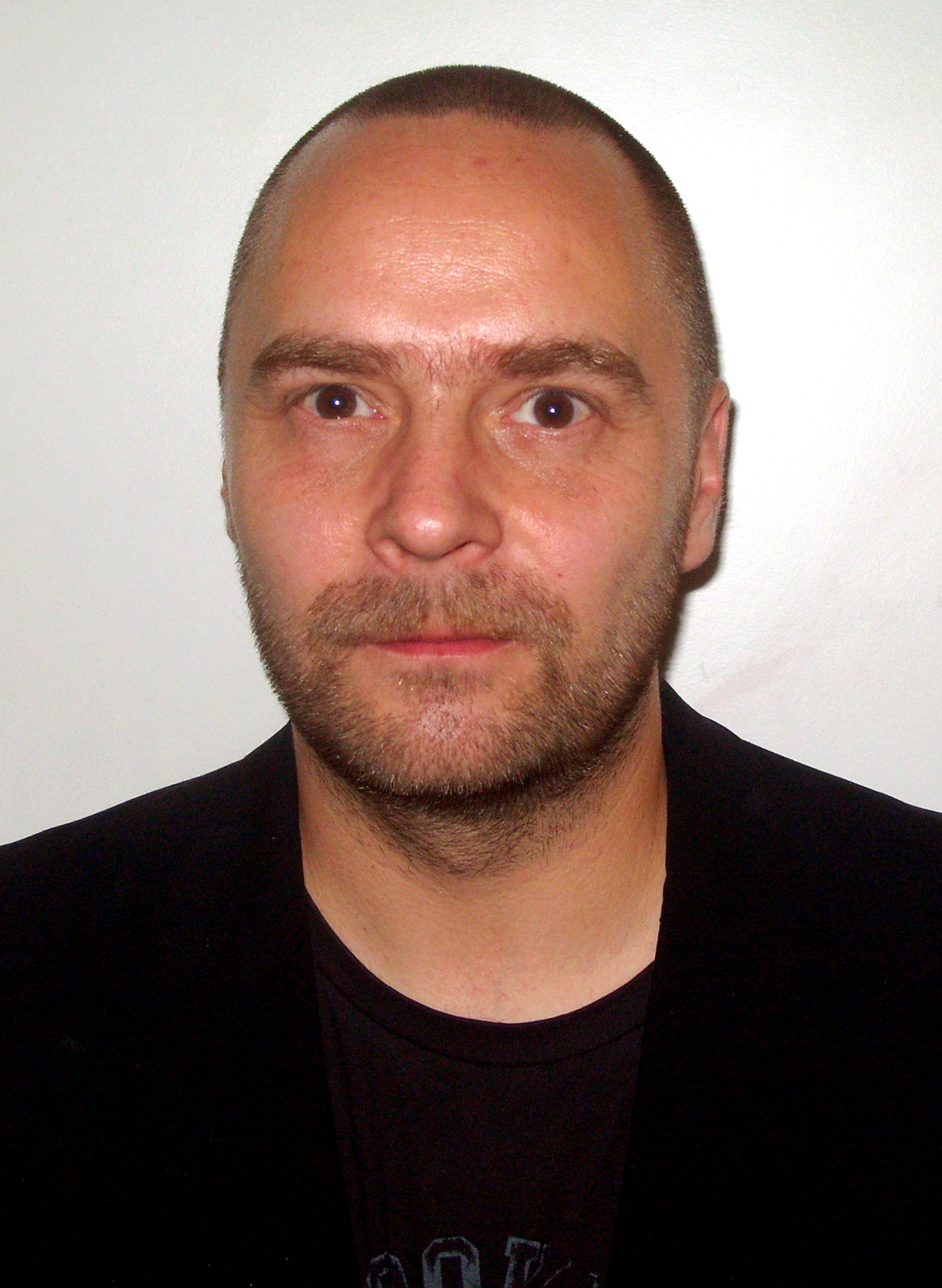
David Nathan im Oktober 2009

David Nathan (* 16. März 1971 in Ost-Berlin) ist ein deutscher Synchronsprecher und Hörspielsprecher, Hörbuchsprecher sowie Rezitator. Gelegentlich ist er auch als Dialogbuchautor und Dialogregisseur tätig. Bis auf wenige Ausnahmen wird er regelmäßig unter anderem für die Synchronisation von Johnny Depp und Christian Bale eingesetzt. Auch für die Synchronisation von Paul Walker war er bis 2015 tätig. Bekannt ist er zudem für sein Wirken als Hörbuchinterpret, insbesondere in den Genres der Thriller- und Horrorliteratur. So hat er unter anderem mehrere Romane des US-amerikanischen Schriftstellers Stephen King sowie des deutschen Schriftstellers Volker Kutscher in ungekürzter Fassung eingelesen. Außerdem las er einige Bücher von Agatha Christie als Hörbücher ein, die sich um Hercule Poirot drehten. Ein Beispiel ist der Roman Das unvollendete Bildnis.

## Leben und Wirken (Auswahl)

### Jugend
Der Sohn des Schauspielers und Synchronsprechers Michael Pan und der Künstleragentin Petra Nathan wuchs in der DDR auf und wurde aufgrund der beruflichen Verbindungen seines Vaters bereits in früher Jugend für die Synchronisation von Kinderdarstellern in den Ateliers der DEFA besetzt. Darüber hinaus agierte er ab 1985 in diversen Film- und Theaterrollen in Berlin. Da ihm aufgrund des Ausreiseantrags seiner Eltern Mitte der 1980er Jahre das Abitur und die Aufnahme an eine Schauspielschule verwehrt blieben, absolvierte Nathan zunächst eine Ausbildung zum Maler und Lackierer. Nach Bewilligung des Antrags wurde die Familie innerhalb eines Tages ausgewiesen und verließ Ost-Berlin im Frühjahr 1989. David Nathan ist der Enkelsohn des Kabarettisten Peter Pan.

### Synchronisation
Nach zahlreichen Gastrollen stieg Nathan 1991 hauptberuflich in das Metier der Filmsynchronisation ein. Seither übernahm er breit gefächerte Haupt- und Nebenrollen in Serien, Fernsehfilmen und Kinoproduktionen, darunter für Leonardo DiCaprio als geistig behinderter Jugendlicher in Gilbert Grape (1994), für Terry Klassen als Dr. Robotniks Rivale Dr. Brandon Quark in Sonic der irre Igel (1993–1996), für Mark Wahlberg als krimineller Drogensüchtiger in Jim Carroll (1995), für Joaquín Phoenix als unschuldig zum Tode Verurteilter in Für das Leben eines Freundes (1999) oder für Kevin Bacon als Kindesentführer in 24 Stunden Angst (2003) sowie für Ryan Gosling als Anwalt in Das perfekte Verbrechen (2007).
Literatur- und Medienwissenschaftler Thomas Bräutigam zählt David Nathan als Synchronschauspieler zu den herausragenden Stimmen der Gegenwart. Seit Don Juan DeMarco (1995) wird er bis auf wenige Ausnahmen für die Synchronisation von Johnny Depp eingesetzt. Aufmerksamkeit erregte der Stimmenwechsel der von Depp verkörperten Figur Jack Sparrow in der deutschsprachigen Fassung der Piratenfilmreihe Pirates of the Caribbean. Nachdem ein verantwortlicher Supervisor Kritik an Nathans bereits vollständig eingesprochener Synchronaufnahme für den Auftaktfilm Fluch der Karibik geübt hatte, lehnte Nathan eine in Gänze geforderte Neuaufnahme ab. Dies führte zu einer Besetzung von Marcus Off, der im weiteren Verlauf auch für die erste und zweite Fortsetzung verpflichtet wurde. Weil es zwischen Off und der Produktion jedoch zu keiner geschäftlichen Einigung mehr kam, übernahm im vierten Teil wieder David Nathan die Rolle. Auch übernahm er die deutsche Synchronisation von Johnny Depp in Tim Burtons Corpse Bride – Hochzeit mit einer Leiche und in der Komödie Jack und Jill von und mit Adam Sandler.
Seit Portrait of a Lady (1996) ist Nathan mit Christian Bale fortwirkend ein weiterer Schauspieler zugeordnet worden. Für seine Synchronisation von Bale in Harsh Times wurde er in der Kategorie „Herausragende männliche Synchronarbeit“ für den Deutschen Synchronpreis 2008 nominiert, im darauffolgenden Jahr erhielt er eine zweite Nominierung für Tim Roth in Jugend ohne Jugend. Darüber hinaus synchronisierte er den Titelheld in Rango.
Ebenso synchronisierte Nathan Johnny Depp in Spongebob Schwammkopf als Jack Kahuna Laguna. (Episode: Die Welle zurück).
Einem breiten Publikum ist David Nathan ferner als deutsche Stimme mehrerer Hauptdarsteller in Fernsehserien bekannt, darunter James Marsters in Buffy – Im Bann der Dämonen (1999–2003) und Angel – Jäger der Finsternis (2001, 2003–2004), Nathan Fillion in Firefly – Der Aufbruch der Serenity (2002–2003), Paul Walker in The Fast and the Furious, George Eads in CSI: Den Tätern auf der Spur (2001–2016) und in MacGyver (2016–2019) sowie Jeremy Sisto in Six Feet Under – Gestorben wird immer (2004–2007) und Law & Order (2009–2011), sowie David Conrad in Ghost Whisperer – Stimmen aus dem Jenseits als Jim Clancy (2005–2010).
Nach dem Tod von Matthias Hinze übernahm er ab der dritten Staffel der Krankenhausserie Grey’s Anatomy die Synchronisation von Eric Dane als Dr. Mark Sloan. Im Animebereich vertonte er unter anderem die Figuren Zorro / Diego in Z wie Zorro (1995), die Rolle Angestellter in Detektiv Conan (Seit 1996, Episode: Mond bei Mondschein) Robin in Robin Hood (1995), Victore de Girodelle in Lady Oscar (1995), Roy Mustang in Fullmetal Alchemist (2007) & Fullmetal Alchemist: Brotherhood (2014–2015), Renji Abarai in Bleach & Bleach: Thousand-Year Blood War (2008/2018 & seit 2022), Piccolo in Dragonball Z (2001–2002) und Dragonball GT (2006), Tsume in Wolf’s Rain (2003) und Yami Bakura in Yu-Gi-Oh! (2003), Lind L. Taylor in Death Note (2006–2007). Außerdem sprach er den Prinzen in Disneys Cinderella – Wahre Liebe siegt (2007).
2022 sprach Nathan in The Deer King den Charakter Van Gansa
2025 synchronisierte Nathan in Bridget Jones - Verrückt nach ihm James Callis in der Rolle des Tom
Für die DVD-Box aus dem Jahr 2013 DC Universe Animated Original Movies sowie für The LEGO Movie und The LEGO Batman Movie spricht Nathan in allen Filmen Batman.
Neben seiner Tätigkeit als Sprecher fungiert David Nathan gelegentlich als Dialogbuchautor und Synchronregisseur. Für seine deutschsprachige Fassung der Filmsatire Thank You for Smoking wurde er 2007 in der Kategorie „Herausragendes Synchrondrehbuch“ ein weiteres Mal für den Deutschen Synchronpreis nominiert. Dialogregie führte er unter anderem in den Kinoproduktionen Hustle & Flow und Get Rich or Die Tryin’.

### Videospiele (Auswahl)
Nathan ist auch in Videospielen als Sprecher aktiv, so beispielsweise 2004 im Spiel Black Mirror als Samuel Gordon. In den deutschen Fassungen der Action-Adventure-Reihe Batman: Arkham Asylum (2009), Batman: Arkham City (2011), Batman: Arkham Origins (2013) und Batman: Arkham Knight (2015) lieh er dem Hauptcharakter Bruce Wayne / Batman seine Stimme. Nachdem in dem im Jahr 2022 erschienenen Spiel Gotham Knights die Rolle des Batman erstmals von Marios Gavrilis gesprochen wurde, übernahm er in dem im Jahr 2024 veröffentlichten Action-Adventure Suicide Squad: Kill the Justice League, welches im gleichen Universum wie die Arkham-Reihe spielt, erneut die Rolle des Bruce Wayne / Batman. Hinzu kommt Mark Hammond aus dem Third-Person-Shooter The Getaway (2002) und auch in dem 2011 erschienenen Rennspiel Driver: San Francisco ist er als deutsche Stimme der Hauptfigur John Tanner zu hören. Des Weiteren sprach er in Assassin’s Creed IV: Black Flag (2013) die Rolle des Captain Rogers, einer der Antagonisten des Spiels.
Außerdem sprach er in Prince of Persia: Warrior Within (2004) und in Prince of Persia: The Two Thrones (2005) den Prinzen.

### Hörbücher
Mit Beginn der 2000er Jahre erweiterte Nathan sein Betätigungsfeld um den sich zunehmend etablierenden Hörbuchmarkt. Seither wird er insbesondere auf dem Gebiet der Thriller- und Horrorliteratur eingesetzt.
Diesbezüglich ist Nathan bereits für verschiedene Verlage tätig gewesen, so etwa für Random House Audio, Hörbuch Hamburg, Argon Verlag und Lübbe Audio.
Für das Downloadportal Audible und diverse Hörbuchverlage las er unter anderem die ungekürzten Fassungen mehrerer Romane von Stephen King ein, darunter The Green Mile (2005), Puls (2006), Wahn (2008), Die Arena (2010), Es (2011), Sie (2011), Der Anschlag (2012), Der Fluch (2012), Menschenjagd (2012), The Stand (2012), Doctor Sleep (2019), Die Leiche (2020), Billy Summers (2021), Das Monstrum – Tommyknockers (2022), Regulator (2023), Sprengstoff (2024) sowie Vier nach Mitternacht (2025). Mit einer Lesezeit von rund 48 Stunden interpretierte er zudem den dreiteiligen ungekürzten Roman 1Q84 des japanischen Schriftstellers Haruki Murakami.
2008 las Nathan Dr. Jekyll und Mr. Hyde für Audible ein, 2012 Alice im Wunderland für Oetinger Media. 2016 vertonte Nathan Das Hörbuch The Big Short: Wie eine Handvoll Trader die Welt verzockte (Autor: Michael Lewis), wobei er in  der Verfilmung The Big Short Christian Bale synchronisiert hatte –
2018 las er in ähnlicher Verbindung den Roman American Psycho (Random House Audio).
Außerdem ist er aktiv im Bereich Horror/Science-Fiction. Er las u. a. Max Brooks’ Werke Der Zombie Survival Guide und Operation Zombie: Wer länger lebt, ist später tot sowie J. L. Bournes Werke Tagebuch der Apokalypse 1, 2, 3 und Guillermo del Toros Die Saat, Das Blut und Die Nacht sowie Ernest Clines Ready Player One sowie Ready Player Two (Argon Verlag).
David Nathan ist Hauptsprecher der meisten Hörproduktionen von LPL Records, einem Verlag, der sich unter anderem auf die Vertonung der Werke von H. P. Lovecraft spezialisiert hat. Im Rahmen der Hörbuchreihe H. P. Lovecraft: Bibliothek des Schreckens fungierte Nathan als Erzähler in Publikationen wie Der Cthulhu Mythos (2003), Necronomicon (2008), Berge des Wahnsinns (2008) und Der Fall Charles Dexter Ward (2009). Für seine Interpretation des Lovecraft Geschichtenbands Jäger der Finsternis (2007) wurde Nathan in der Kategorie „Bester Sprecher / Lesung“ für den Ohrkanus 2007 nominiert, mit Der Flüsterer im Dunkeln (2005) setzte er sich neben Torsten Michaelis und Regisseur Lars Peter Lueg im darauffolgenden Jahr in der Kategorie „Hörbuch des Jahrzehnts“ gegen die Konkurrenz durch. Wiederkehrend wird Nathan für Hörbuchfassungen zu Romanen von Wolfgang Hohlbein, Dean Koontz, Craig Russell, Sergej Lukianenko und Carole Wilkinson engagiert.
Für das kostenlose Kinder-Hörportal Ohrka.de hat David Nathan insgesamt drei Hörbücher aufgenommen: Robinson Crusoe, 20.000 Meilen unter dem Meer und Baron Münchhausen.

### Hörspiele
Seit annähernd 15 Jahren ist David Nathan, neben seiner Tätigkeit als Hörbuchsprecher, auch vermehrt als Hörspielsprecher tätig. Von 2005 bis 2010 hatte er die Hauptrolle des Berliner Studenten Georg Brand / T-Rex / Tom Baumann in der zu diesem Zeitpunkt 41-teiligen Mysteryhörspielreihe Offenbarung 23 inne. 2012 lehnte er, ebenso wie sein Kollege Dietmar Wunder, aus Zeitmangel und Altersgründen die Mitwirkung an weiteren Folgen ab.
In der zwischen 2008 und 2013 mit 20 Folgen produzierten Horrorkomödien Hörspielreihe Jack Slaughter – Die Tochter des Lichts übernahm Nathan die Rolle des Tony Bishop, des besten Freundes des Protagonisten Jack Slaughter, gesprochen von Simon Jäger. Von 2015 bis 2017 sprach er in der Mysterythriller Hörspielreihe Monster 1983 von Ivar Leon Menger, mit drei Staffeln und insgesamt 30 Folgen, die Rolle des Protoganisten Sheriff Thomas Cody. In den ebenfalls von Ivar Leon Menger stammenden 3 Staffeln der Science-Fiction-Hörspielen Ghostbox (2019–2021) spielte er den Heidelberger Kommissar Benno Grauel. In der Science-Fiction-Hörspielreihe Alien – basierend auf der gleichnamigen Alien Filmreihe – Staffel 1 In den Schatten sowie Alien Staffel 2 – Fluss des Todes die Stimme des Bordcomputers der Raumschiffe. Darüber hinaus ist er in den Hörspielserien Gruselkabinett und Sherlock Holmes vom Verlag Titania Medien in verschiedenen Sprechrollen zu hören.
Jeweils 2012 & 2021 spielte Nathan in den Audible-Hörspiel-Umsetzung der Romane Das Kind  & Playlist mit (Sebastian Fitzek & Johanna Steiner). In den Audible-Hörspielen The Sandman & Sieben Siegel fungiert Nathan als Erzähler.

### Prima-Vista-Lesungen

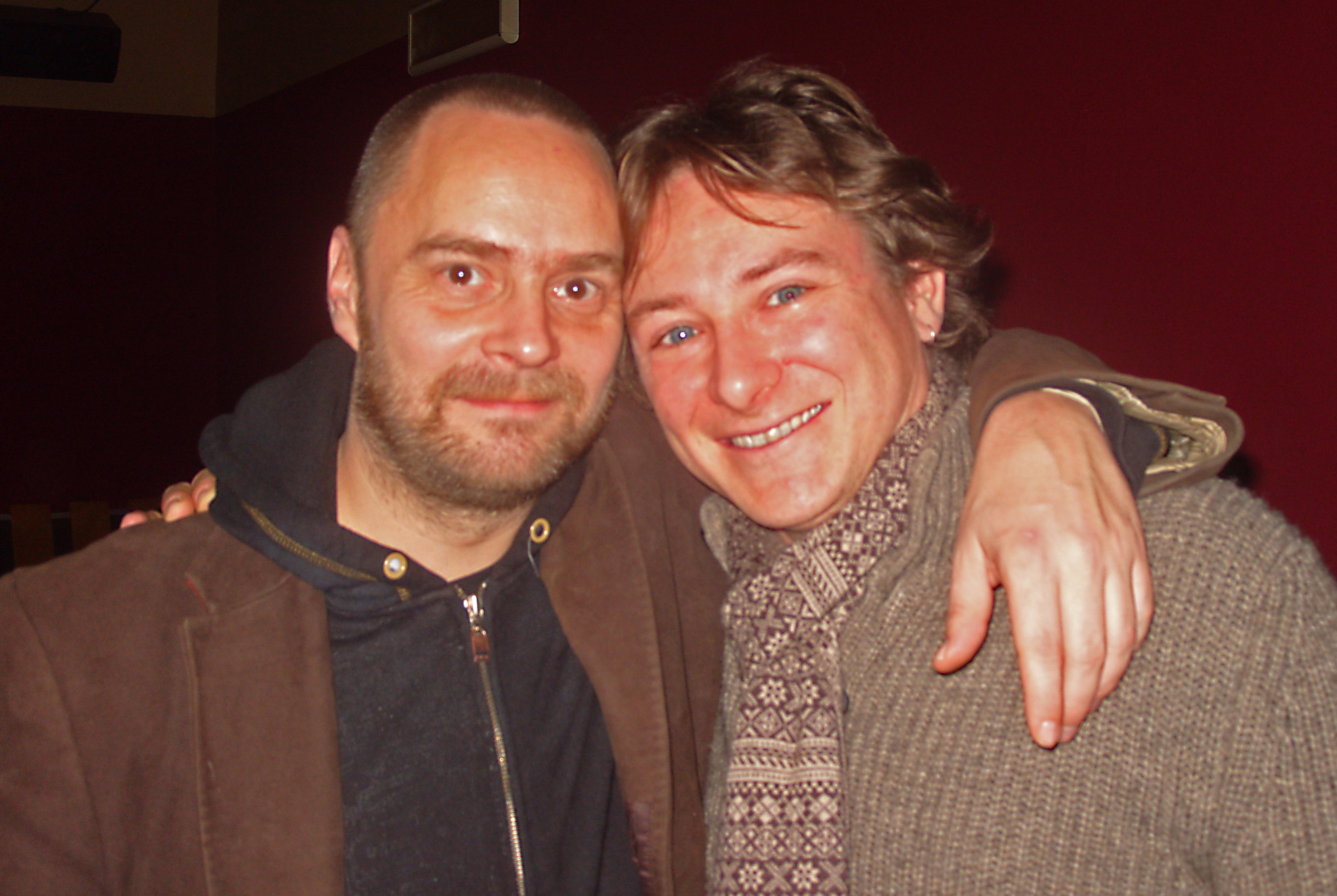
David Nathan (links) und Simon Jäger (rechts) nach einer Prima-Vista-Lesung 2009

Veranstaltet von Oliver Rohrbecks Label Lauscherlounge tritt David Nathan im Rahmen inszenierter Lesungen und Hörspiele mehrmals im Jahr vor Publikum auf. Gemeinsam mit Simon Jäger bestreitet er seit 2007 vor allem die Prima Vista Lesungen, in denen das Duo mitgebrachte Texte des Publikums improvisierend vorträgt. Die Bandbreite des Textmaterials umfasst unterschiedlichste Epochen, Gattungen und Genres und erstreckt sich von selbst verfassten Geschichten über Buchauszüge mit fiktiven und nicht fiktiven Inhalten bis hin zu Stilblüten und Kuriositäten aus dem Internet. Nachdem die Lesungen mehrere Jahre in der Alten Kantine der Berliner Kulturbrauerei stattfanden, wurden sie 2012 in den Berliner Club SO36 und das Kölner Gloria-Theater verlegt.

### Weitere Betätigungsfelder
David Nathan ist Off-Sprecher der Dokumentarreihe Akte Mord und Station Voice des heute nicht mehr existierenden digitalen Rundfunksenders 90elf sowie des privaten Rundfunksenders Radio Bob.
Im Jahr 2011 wurde er als Schauspieler und Erzähler für den fiktionalen Dokumentarfilm This Ain’t California von Marten Persiel engagiert. In der mehrfach ausgezeichneten Produktion, die im August 2012 in den deutschen Kinos anlief, verkörperte Nathan den erwachsenen Rollbrettfahrer Nico, der sich gemeinsam mit anderen früheren Skater-Freunden an seine Jugend in der DDR der 1980er Jahre erinnert.
2018 hatte er in Das Joshua-Profil (Verfilmung des gleichnamigen Thrillers von Sebastian Fitzek) einen Gastauftritt als Vater Rohde.

## Nominierungen (Auswahl)
- 2007: Deutscher Preis für Synchron in der Kategorie „Herausragendes Synchrondrehbuch“ für Thank You for Smoking
- 2008: Deutscher Preis für Synchron in der Kategorie „Herausragende männliche Synchronarbeit“ für Christian Bale in Harsh Times
- 2009: Deutscher Preis für Synchron in der Kategorie „Herausragende männliche Synchronarbeit“ für Tim Roth in Jugend ohne Jugend

## Auszeichnungen
- 2005: Hörspiel Award in Gold in der Kategorie „Kritiker Preis: Bester Sprecher in einer Hauptrolle“ als Raven in Faith – The Van Helsing Chronicles
- 2008: Hörspiel Award in Gold in der „Kategorie Competition Award: Bester Sprecher in einer Hauptrolle“, unter anderem als T-Rex in Offenbarung 23[11]
- 2008: Ohrkanus in der Kategorie „Hörbuch des Jahrzehnts“ neben Torsten Michaelis und Regisseur Lars Peter Lueg für Der Flüsterer im Dunkeln nach H. P. Lovecraft
- 2010: Kinderhörbuch des Jahres der Hörbuchbestenliste für die Gemeinschaftsproduktion Kuckuck, Krake, Kakerlake von Bibi Dumon Tak[12]
- 2011: Deutscher Hörbuchpreis für die Gemeinschaftsproduktion Kuckuck, Krake, Kakerlake[13]
- 2011: Preis der deutschen Schallplattenkritik für die Gemeinschaftsproduktion Kuckuck, Krake, Kakerlake[14]
- 2020: Stephen King: Es (DE: Gold (Hörbuch-Award))[15]
- 2025: Stephen King – The Stand: Das letzte Gefecht (ungekürzt) (DE: Gold (Hörbuch-Award))